# Stigmatizacija
Stigmatizacija je strokovni sociološki izraz, ki označuje poseben odziv okolja na drugačnost/različnost. Ameriški sociolog Erving Goffman jo je opredelil kot »nezaželeno drugačnost«. Menil je, da je vse človeške razlike mogoče stigmatizirati. V nekaterih okoljih je lahko drugačnost (barva kože, etnična pripadnost, veroizpoved, politično prepričanje, starost, izobrazba, ...) nezaželena oz. stigmatizirana, okolje pa stigmatizirane osebe dojema kot manjvredne. Ti so lahko tarča posmeha, zaničevanja, opravljanja, psihičnega in fizičnega nasilja, dostop do družbenih dobrin, npr. izobrazba, delovno mesto, politično odločanje, ... jim je pogosto otežen.
Posledica stigmatizacije se vedno izraža v socialni distanci do stigmatiziranih oseb in skupin.